# Clayton Mine (Ecton)
| Clayton Mine | Clayton Mine        |
| ------------ | ------------------- |
| Spurweite:   | 610 mm (2-Fuß-Spur) |
|              |                     |

Die Clayton Mine war ein Kupfer-Bergwerk in Ecton, Staffordshire.

## Geschichte
In der Clayton Mine wurde bereits in den 1880er Jahren unter Tage elektrische Beleuchtung eingesetzt. Die elektrischen Lampen beleuchteten die Hauptkammer, wo eine Dampfmaschine für die Seilwinde und die Pumpen stand, sowie eine benachbarte Seitenkammer, wo eine weitere Dampfmaschine für die Drucklufterzeugung stand. Beide Dampfmaschinen wurden dort 1883/4 aufgebaut. In einer weiteren Seitenkammer ist der Steinsockel für eine weitere kleinere Dampfmaschine erhalten, die den wegen der Pfützenbildung auf einem Holzfußboden aufgestellten Gleichstrom-Generator angetrieben hat. Alle drei Kammern wurden weiß getüncht, um die Beleuchtung effektiver zu machen. Archäologische Funde umfassen eine Kommutator-Bürste, einen Glimmer-Isolator vom Kommutator, Kupferleitungen und Teile des Antriebsriemens. Clayton Mine wurde 1889/90 aufgegeben. Es handelt sich daher um einen archäologischen Nachweis für die frühe Nutzung der Elektrizität.